# Geniostoma novae-caledoniae
Geniostoma novae-caledoniae là một loài thực vật có hoa trong họ Mã tiền. Loài này được Vieill. ex Baill. mô tả khoa học đầu tiên năm 1880.